# Склад Другої Малоросійської колегії
Склад Другої Малоросійської колегії — це організація управління Лівобережної України, що здійснювалась в 1764—1786 роках в Глухові під час існування Другої Малоросійської колегії, якою керував Петра Олександровича Рум'янцева (1725—1796) під час Глухівського періоду в історії Гетьманщини.
Основним завданням стала остаточна ліквідація автономії Гетьманщини та повного підпорядкування управління Українськими землями загальноросійським державним органам.
Колегія складалась із 4 російських представників, 4 українських старшин, прокурора, 2-х секретарів (росіянина і українця).
В адміністративному відношенні Колегія підлягала канцелярії малоросійського генерал-губернатора, що існувала до 1796 р.

## Члени Колегії від російської сторони
Вже 10 листопада 1764 року Колегія була сформована. До її складу входили:
- генерал-майор, генерал-поручик (1765) Яків Іларіонович фон Брандт (1716—1774). Однак вже в 1766 році він був звільнений з цієї посади.
- полковник, бригадир (1764), генерал-майор (1769), генерал-поручик (1773), князь Платон Степанович Мещерський (1713—1799), що працював все десятиліття до 1774 року.

Також до складу Колегії було включено російських чиновників, що отримали звання полковників. В перший день Осипа Івановича Хвостова (працював до 1768 року), а з 16 грудня 1764 року — Дмитро Кирилович Натальїн.

## Члени Колегії з українського боку
- генеральний обозний, з присвоєнням чину генерал-майора російської армії, Семен Васильович Кочубей (1725—1779), який працював на цій посаді до самої смерті 13 грудня 1779 року.
- генеральний писар, із присвоєнням чину статського радника, Василь Григорович Туманський (бл. 1723—1808/1809);
- генеральний осавул, із присвоєнням чину полковника російської армії, Іван Тимофійович Журавка (Жоравка) (?-після 1792). Вони вдвох працювали до ліквідації Колегії в 1781 році.
- генеральний хорунжий, з присвоєнням чину полковника російської армії, Данило Петрович Апостол. На цій посаді він знаходився до 1769 року.

В 1770—1771 роках в Колегії працював підполковник Шаригін Микола Федорович, а в 1770—1777 рр. — колезький радник Яків Павлович Козельський  (1735 — після 1789).
25 лютого 1773 року було призначено полковника Семена Олександровича Неплюєва (1744-?). Однак працював він лише до 7 вересня 1778 року.
В 1777 році Колегія поповнилась надвірним радником Іваном Григоровичем Туманським. В 1779 році було призначено ще трьох нових Членів Колегії: губернатора, генерал-поручика Андрія Степановича Милорадовича  (1727—1796), генерального суддю, дійсного статського радника Іллю Васильовича Журмана (?-1783) та полковника Івана Гавриловича Вишневського.

## Інші структурні одиниці Колегії
В 1767 році Колегії було підпорядковано Генеральний військовий суд, Генеральна лічильна комісія, канцелярія малоросійського скарбу та Канцелярія генеральної артилерії. Усі вони стали департаментами Малоросійської колегії.